# Pedrag Zimonjić
Predrag Zimonjić (né le 15 octobre 1970 à Belgrade) est un joueur et un entraîneur de water-polo yougoslave (serbe). Avec la sélection de République fédérale de Yougoslavie, il remporte la médaille de bronze aux Jeux olympiques de 2000 à Sydney.
Depuis 2015, il est devenu l'adjoint à l'entraîneur du Pallanuoto Sport Management.